# Deutscher Übersetzerfonds
Der Deutsche Übersetzerfonds ist ein gemeinnütziger Verein zur Förderung der Übersetzungskunst. Der Verein wurde 1997 in Berlin gegründet, um eine qualitätsorientierte und bundesweit wirksame Übersetzerförderung aus öffentlichen und privaten Mitteln zu entwickeln.

## Gründung und Aufgaben
Sitz des Vereins ist das Literarische Colloquium Berlin. Vorsitzende war von der Gründung bis 2009 die Übersetzerin Rosemarie Tietze, von 2009 bis 2024 der Übersetzer Thomas Brovot. Seit Juni 2024 besteht der Vorstand aus Olga Radetzkaja (Vorsitzende), Timea Tankó (stellvertretende Vorsitzende) und den Vorstandsmitgliedern Ulrich Blumenbach, Thomas Brovot sowie Marie Luise Knott. Der Geschäftsführer ist Jürgen Jakob Becker.
Seine Gründungsmitglieder sind die folgenden in der Literaturförderung aktiven Vereine und Institutionen:
- Deutsche Akademie für Sprache und Dichtung
- Deutscher Literaturfonds
- Europäisches Übersetzer-Kollegium (EÜK) in Straelen
- Freundeskreis zur Förderung literarischer und wissenschaftlicher Übersetzungen
- Kulturwerk deutscher Schriftsteller
- Literarisches Colloquium Berlin
- Verband deutschsprachiger Übersetzer literarischer und wissenschaftlicher Werke, VdÜ
- Verwertungsgesellschaft Wort (VG Wort)

Der Deutsche Übersetzerfonds wird gefördert durch den Beauftragten der Bundesregierung für Kultur und Medien und, in kleinerem Umfang, durch die Kulturstiftung der Länder. Die Mittel dienen in erster Linie zur Vergabe von Stipendien an Übersetzerinnen und Übersetzer. Neben Arbeits-, Reise- und Weiterbildungsstipendien gehören dazu auch Mentorenstipendien, die dem Stipendiaten einen erfahrenen Kollegen zur Seite stellen, und mehrwöchige Aufenthaltsstipendien für internationale Übersetzerzentren wie das Europäische Übersetzer-Kollegium in Straelen, das Collège International des Traducteurs Littéraires in Arles (Frankreich) und das Baltic Centre for Writers and Translators in Visby (Schweden).
Außerdem entwickelt der Deutsche Übersetzerfonds neue Formen des Erfahrungsaustausches und der Wissensvermittlung: angeboten werden Grundlagenseminare, thematische Workshops, „Mal ausprobieren“-Seminare und Nachwuchsförderung („Hieronymus-Programm“). International angelegt ist das TOLEDO-Programm, das internationale Übersetzertreffen und -Fortbildungen organisiert (u. a. das ViceVersa-Programm, das zusammen mit der Robert Bosch Stiftung ins Leben gerufen wurde, und in Form von zweisprachigen Werkstätten der internationalen Fortbildung und dem sprachlichen und kulturellen Austausch von Literaturübersetzern dient).
Darüber hinaus finanziert der Deutsche Übersetzerfonds einsemestrige Gastdozenturen an deutschen Hochschulen, deren Zahl von der Verfügbarkeit der Mittel und der vereinbarten Hochschul-Kooperationen abhängt. Im Wintersemester 2023/24 waren es beispielsweise neunzehn Dozenturen. Im Sommersemester 2024 werden acht Gastdozenturen eingerichtet, und zwar jeweils eine in Flensburg, Rostock, Berlin, Köln, Heidelberg, München sowie zwei in Hamburg. Das Wissen der Übersetzer bündelt das 2022 gegründete Onlineportal „Babelwerk“. Im Bereich der Kulturellen Bildung ist das gemeinsam mit dem Literarischen Colloquium Berlin initiierte Projekt „echt absolut“ aktiv, das 2025 mit dem Initiativpreis Deutsche Sprache der Eberhard Schöck Stiftung ausgezeichnet wurde.

## August-Wilhelm-von-Schlegel-Gastprofessur
Zum zehnjährigen Jubiläum des Deutschen Übersetzerfonds im Jahr 2007 wurde mit Hilfe des Beauftragten der Bundesregierung für Kultur und Medien am Peter-Szondi-Institut für Allgemeine und Vergleichende Literaturwissenschaft der Freien Universität Berlin die August Wilhelm von Schlegel-Gastprofessur für Poetik der Übersetzung eingerichtet. Das Ziel dieser Aktivitäten ist der Aufbau einer dezentralen Akademie der Übersetzungskunst.
Diese Gastprofessur –, sie ist die erste Professur für Poetik der Übersetzung im deutschsprachigen Raum –, wird jährlich zum Wintersemester an Personen verliehen, die mit bemerkenswerten Übersetzungen in der deutschsprachigen literarischen Öffentlichkeit hervorgetreten sind. Bisherige Gastprofessoren waren:
- 2025/2026: Miriam Mandelkow
- 2024/2025: Thomas Weiler
- 2023: Susan Bernofsky (Sommersemester)
- 2022/2023: Karen Nölle
- 2021/2022: Karin Betz
- 2020/2021: Andreas Tretner
- 2019/2020: Uljana Wolf
- 2018/2019: Gabriele Leupold
- 2017/2018: Esther Kinsky
- 2016/2017: Christian Hansen
- 2015/2016: Frank Heibert
- 2014/2015: Anne Birkenhauer
- 2013/2014: Elisabeth Edl
- 2012/2013: Rosemarie Tietze
- 2011/2012: Olaf Kühl
- 2010/2011: Susanne Lange
- 2009/2010: Stefan Weidner
- 2008/2009: Burkhart Kroeber
- 2007/2008: Frank Günther

## Zitat
„Der DFÜ ist ein durchdachtes Bewässerungssystem, das sehr viele kleine Felder versorgt. Das kommt allen zugute, Anfängern wie Etablierten. Jeder, der schon einmal gefördert wurde, weiß das. Ein DFÜ-Stipendium, sagt der Übersetzer Matthias Fienbork der F.A.Z., „war Trost, Hilfe, materielle Anerkennung und Würdigung – kurzum ein Privileg“.“